# Молявичі
Молявичі (Мулявіче, пол. Mulawicze) — село в Польщі, у гміні Вишки Більського повіту Підляського воєводства. Населення — 147 осіб (2011).

## Історія
Вперше згадується 1524 року.
У 1975—1998 роках село належало до Білостоцького воєводства.

## Демографія
Демографічна структура станом на 31 березня 2011 року:
|          | Загалом | Допрацездатний вік | Працездатний вік | Постпрацездатний вік |
| -------- | ------- | ------------------ | ---------------- | -------------------- |
| Чоловіки | 77      | 9                  | 55               | 13                   |
| Жінки    | 70      | 9                  | 28               | 33                   |
| Разом    | 147     | 18                 | 83               | 46                   |